# Amt Usedom-Süd
Amt Usedom-Süd ligger i den nordøstlige del af Landkreis Vorpommern-Greifswald i den tyske delstat Mecklenburg-Vorpommern. Amtet bestod fra 1992 oprindeligt af de fire kommuner Morgenitz, Rankwitz, Stolpe og byen Usedom. 15. januar 1996 ændrede kommunen Stolpe navn til Stolpe auf Usedom. Morgenitz blev 1. januar 2005 indlemmet i Mellenthin. Samme dag blev Amt Usedom-Süd udvidet med kommunerne fra de nedlagte amter Ahlbeck bis Stettiner Haff, Am Schmollensee og Insel Usedom-Mitte. I det nye Amt Usedom-Süd var de 15 kommuner Benz, Dargen, Garz, Kamminke, Korswandt, Koserow, Loddin, Mellenthin, Pudagla, Rankwitz, Stolpe auf Usedom, Ückeritz, Zempin, Zirchow samt byen Usedom ,
der var administrationsby. Samtidig forlod de tidligere selvstændige kommuner Ahlbeck og Bansin amtet, og dannede sammen med den amtsfrie kommune Seebad Heringsdorf den amtsfrie kommune Dreikaiserbäder, som 1. januar 2006 blev omdøbt til Ostseebad Heringsdorf.
Amtets område strækker sig fra landtangen Mittelusedom til det bakkede endemorænelandskab på den sydlige del af øen Usedom. Det grænser til Østersøen mod nord, Peenestrom mod vest, Stettiner Haff mod syd og Polen mod øst. Ud over de omrkingliggende vande er der fler søer i amtet, for eksempel Gothensee, Schmollensee og Wolgastsee. Streckelsberg ved Koserow (60 moh.) og Golm ved Kamminke (69 moh.) er ud over Zirowberg ved Ahlbeck de højeste bakker i Insel Usedom. Hele amtet ligger i Naturpark Insel Usedom.
Turisme ved Østersøen ved badestederne langs Østersøen er hovederhverv, men fiskeri og landbrug har også betydning.
Bundesstraße 110 (fra Anklam til den polske grænse), Bundesstraße 111 (fra Wolgast til B 110 ved Mellenthin) samt jernbanen Ducherow–Heringsdorf–Wolgaster Færge fører gennem amtet. I amtets sydøstlige ende ligger flyvepladsen Flughafen Heringsdorf.
Amtsforvaltningen har også et kontor i Koserow.

## Kommuner i amtet
Med landsbyer og bydele.
- Benz med Balm, Labömitz, Neppermin, Reetzow og Stoben
- Dargen med Bossin, Görke, Kachlin, Katschow, Neverow og Prätenow
- Garz
- Kamminke
- Korswandt med Ulrichshorst
- Koserow
- Loddin med Kölpinsee og Stubbenfelde
- Mellenthin med Dewichow og Morgenitz
- Pudagla
- Rankwitz med Grüssow, Krienke, Liepe, Quilitz, Reestow, Suckow og Warthe
- Stolpe auf Usedom med Gummlin
- Ückeritz
- Byen Usedom med Gellenthin, Gneventhin, Karnin, Kölpin, Mönchow, Ostklüne, Paske, Vossberg, Welzin, Westklüne, Wilhelmsfelde, Wilhelmshof og Zecherin
- Zempin
- Zirchow med Kutzow